# Chiasso
Chiasso est une commune suisse du canton du Tessin située à la frontière avec l'Italie. Elle est la commune la plus méridionale du pays et est sur la grande voie de transit internationale de Bâle à Milan en passant par le massif du Saint-Gothard.

## Géographie

Photo aérienne (1946).

Bien que située sur territoire suisse, dans le Mendrisiotto, la commune de Chiasso fait partie de la plaine du Pô. Elle forme une agglomération avec Côme et Mendrisio. Porte d’entrée sud de la Suisse, sa situation de ville-frontière lui vaut d’être un important centre commercial, tant pour le trafic routier que pour le trafic ferroviaire. Son artère principale, le Corso San Gottardo, est une suite de banques, d’immeubles commerciaux et d’entreprises de logistique.

## Histoire
En 1976, Chiasso a absorbé la commune de Pedrinate.

## Économie
- Hupac, entreprise de ferroutage

## Transports
- Autoroute A2 Bâle-Lucerne-Saint-Gothard-Chiasso, sorties 53 et 54
- Autoroute des Lacs Milan-Côme-Chiasso
- Gare internationale de Chiasso pour le trafic des voyageurs et des marchandises avec l’Italie
- Lignes de bus pour Mendrisio, Morbio Superiore et Muggio

La gare CFF de Chiasso est également le départ de la route cycliste nationale appelée Route Nord-Sud qui conduit à Bâle.

## Culture et patrimoine

### Héraldique
| Blason | Blasonnement : D'argent au piédestal d'azur surmonté d'un lion de gueules tenant la lettre C du même. |

### Folklore et manifestations
- Biennale de l’image
- Chiasso Jazz Festival
- Festival des cultures et musiques du monde

### Monuments et curiosités
- Musée Max Huber, consacré à l’art graphique.
- Église paroissiale San Vitale, monumentale basilique à trois nefs érigée en 1934 ; à l'intérieur : autels baroques.
- Magazzini Generali SA, halle et dépôts construits par Robert Maillart en 1924-1925.

## Sports
- FC Chiasso

## Médias
- Si, mensuel gratuit